# Gottlob Schaupp

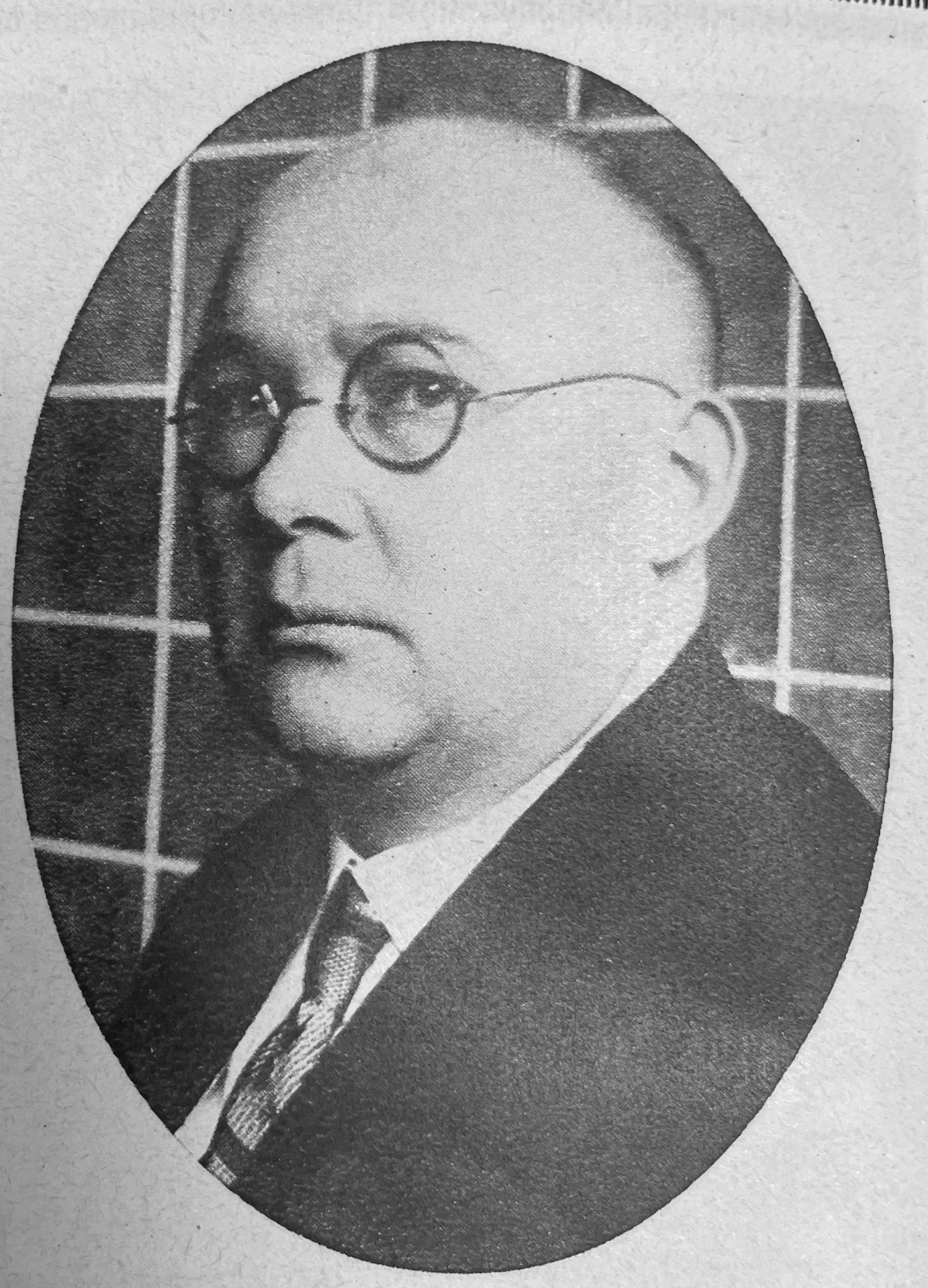
Gottlob Schaupp, um 1929

Gottlob Schaupp, mitunter auch Georg Schaupp oder Gustav Schaupp, (* 17. Januar 1891 in Reutlingen; † 7. Oktober 1977 in Bad Homburg) war ein deutscher Architekt in Frankfurt am Main. Schaupp war einer der Architekten des Projekts Neues Frankfurt.
Er war maßgeblich am Wiederaufbau der Frankfurter Paulskirche 1947/1948 beteiligt.

## Leben
Nach dem Besuch der Höheren Bauschule Stuttgart absolvierte Schaupp ein Architekturstudium an der Technischen Hochschule Stuttgart, das er 1919 abschloss. Danach war er in unterschiedlichen Architekturbüros im Raum Stuttgart und Frankfurt tätig, bevor er sich am 1. Januar 1925 als Privatarchitekt in Frankfurt selbständig machte. Er arbeitete mit Stadtbaurat Ernst May zusammen, der die Aktivitäten um das Stadtplanungsprogramm Neues Frankfurt leitete und entsprechenden Einfluss auf Schaupp nahm. Ende der 1920er Jahre nahm Schaupp häufig an Wettbewerben teil und gewann dabei unter anderem 1927 den ersten Wettbewerb um die Erweiterung des Reichstagsgebäudes.

## Bauten und Entwürfe

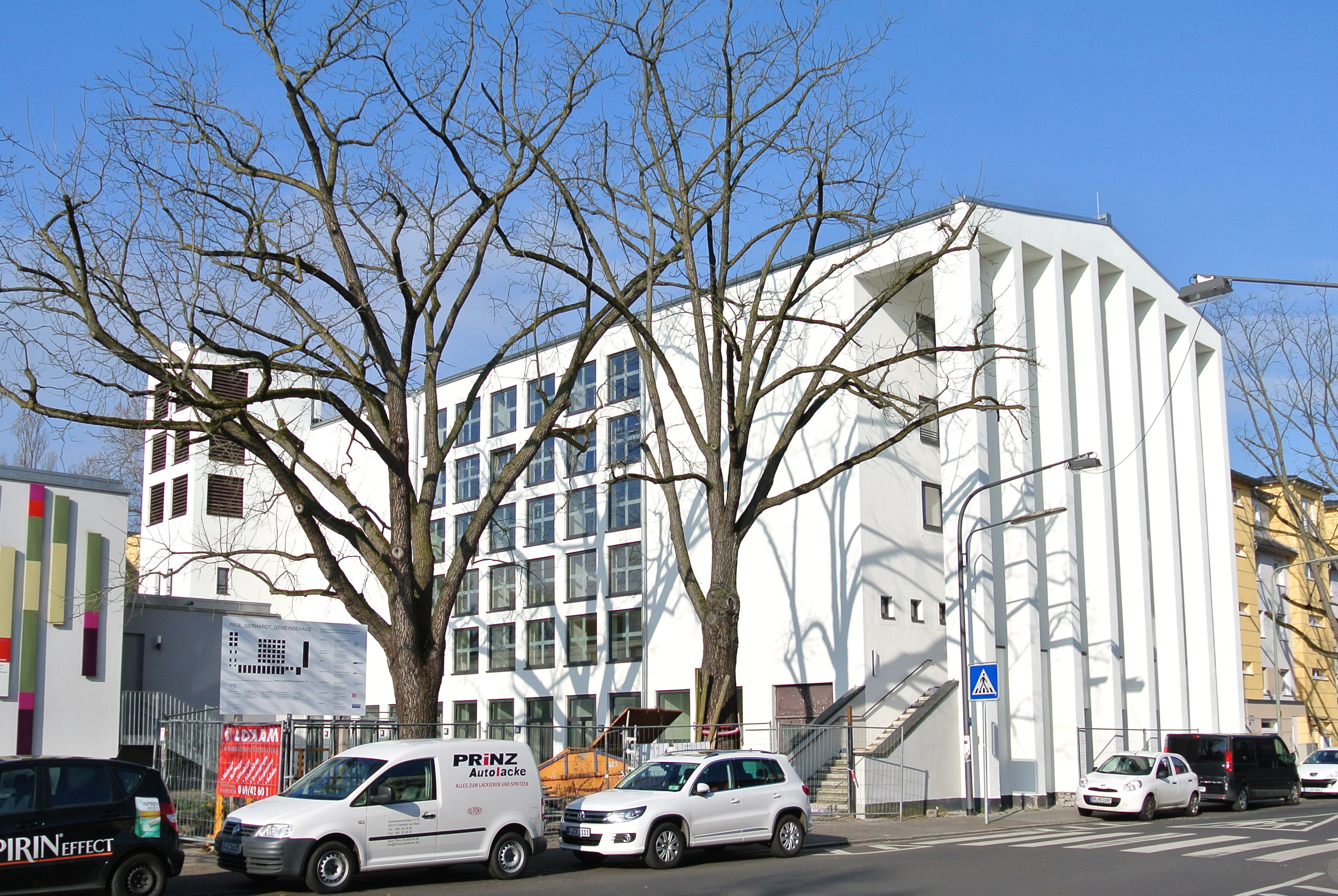
Gemeindehaus der Paul-Gerhardt-Gemeinde in Frankfurt-Niederrad, Gerauer Straße 52 (1929–1930)

- 1926–1927: Kreishaus in Limburg an der Lahn (mit P. Gais, Ankauf und Ausführung nach Wettbewerbsgewinn 1925)
- 1926–1930: Wohnhausgruppe an der Eschersheimer Landstraße und der Hügelstraße in Frankfurt (gemeinsam mit Ludwig Bernoully, Karl Ollson und Franz Roeckle)
- 1928: Achalmbad in Reutlingen
 Für das Achalmbad wurde 1927 ein Architekturwettbewerb ausgeschrieben, zu dem 127 Entwürfe eingereicht wurden. Schaupp erstellte gemeinsam mit dem in Gießen ansässigen Oberingenieur L. Volk als Fachberater drei Entwürfe oder Entwurfsvarianten, die alle vom Preisgericht positiv beurteilt und ausgezeichnet wurden: mit einem 3. Preis, einem Ankauf und einem Vorschlag zum Ankauf.[5] Der 1928 ausgeführte Bau geht auf diese Entwürfe zurück.
- 1928–1930: Telehaus (Mainz)
- 1929: Pavillon im Huthpark in Frankfurt
- 1929–1930: evangelisches Paul-Gerhardt-Gemeindehaus in Frankfurt am Main[6]
- 1930–1931: eigenes Wohnhaus in Frankfurt a. M.[7]
- 1946: Wettbewerbsentwurf für den Wiederaufbau der Frankfurter Paulskirche (prämiert mit einem 1. Preis in Höhe von 3.000 Reichsmark; ab 1946 ausgeführt gemeinsam mit Rudolf Schwarz, Eugen Blanck (1901–1980),[8] Johannes Krahn und Karl Wimmenauer)[9][10][11]

## Schriften
- Plattenbauweise. In: Baugilde. Heft 4, 1927, S. 181–184.
- Freiheit für das Reichsehrenmal. In: Bauwelt. Heft 50, 1931, S. 1579.

## Auszeichnungen
Im November 1954 wurde ein Ausstellungsbau für das Deutsche Kunsthandwerk auf dem Messegelände in Frankfurt am Main von einer Jury, die vom Bund Deutscher Architekten und dem Hessischen Minister der Finanzen einberufen war, als „vorbildlicher Bau im Lande Hessen“ ausgezeichnet. Der Jury gehörten folgende Architekten an: Werner Hebebrand, Konrad Rühl, Sep Ruf und Ernst Zinsser. An dem Bau waren neben Gottlob Schaupp die Architekten Boris von Bodisco und Walther Schmidt beteiligt.